# 天使球場
安那罕天使球場（Angel Stadium of Anaheim），一般稱為天使球場，曾經先後使用過包括安那罕球場（Anaheim Stadium）以及安那罕愛迪生國際球場（Edison International Field of Anaheim）等名字，通常被暱稱為「大A」（The Big-A）。這座球場位於加州的橘郡安那罕市，目前作為美國職棒大聯盟洛杉磯天使隊的主場。
天使球場並有一座同時可停靠美國國鐵太平洋海岸列車（Pacific Surfliner）以及南加州都會鐵道（Metrolink）的車站。

## 球場歷史
從天使隊自洛杉磯搬遷到安那罕後，天使球場就一直是天使隊的主場。天使球場於1964年動土興建，1966年球季時落成啟用，當時的天使隊改名成加州天使。之前天使隊曾經和另外一支洛杉磯的大聯盟球隊洛杉磯道奇租用主場，在天使隊比賽時，球場叫做查維斯山谷球場（Chavez Ravine） ，而道奇隊比賽時，球場才使用原名：道奇球場(Dodger Stadium)。
天使球場佔地160英畝，這片位在安那罕東南市郊的土地原本是作為農耕之用，附近有三條高速公路交會。此外，職業冰上曲棍球（National Hockey League）的安那罕神奇鴨隊（Mighty Ducks of Anaheim）主場本田中心 （Honda Center）也在天使球場附近。
歷史上天使球場的第一場比賽日期是西元1966年4月9日，對手是舊金山巨人隊，不過該場比賽只是春訓性質的表演賽(exhibition game)，正式的首場大聯盟球季賽日期是十天後的4月19日，天使隊出戰來訪的芝加哥白襪隊。
天使球場最初可容納43204名觀眾，不過為了1967年的大聯盟全明星賽（MLB All-Star Game），又在外野區特別增加了3000個座位。結果該場比賽成了史上最漫長的全明星賽，雙方鏖戰15局後，才由國家聯盟代表隊的湯尼·裴瑞茲（Tony Perez），來自辛辛那提紅人隊)擊出一支再見陽春全壘打，讓國聯隊辛苦地以2:1擊敗美國聯盟代表隊。天使球場的形狀非常接近天使隊以前使用過的場地，只有界外區的面積比較小一些而已。
在天使球場設計與興建之初，天使球團就針對球場的大小，採取科學方法做了精確的計算，以求得投打優勢的均衡，以及能在平均的氣候下使用。在這幾十年間天使球團也曾經做過數字的小修改，以便讓球場更為符合球隊的現況。這樣的設計對於天使隊的名人堂大投手諾蘭·萊恩（Nolan Ryan）或許有些幫助：萊恩在天使球場投出了他生涯七場無安打比賽中的兩場，而且在天使的八個球季就投出了他生涯5714次三振當中的2416次。

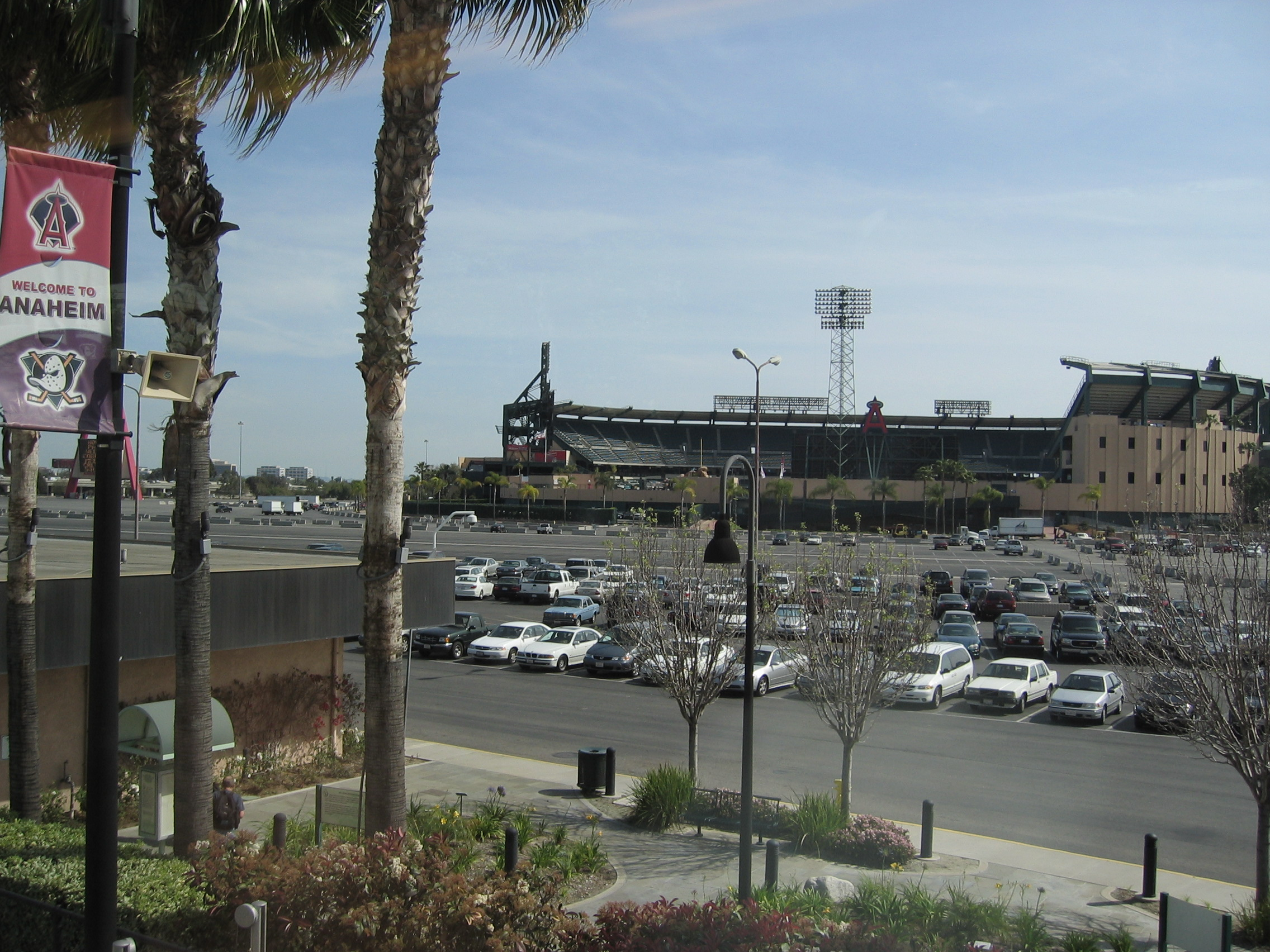
天使球場外觀。

雖然在整個七零年代，天使球場以職業棒球的比賽場地聞名，但事實上也會用做其他用途，例如高中和大學的美式足球賽、國家美式足球聯盟（NFL，National Football League）的季前熱身賽、還有短命的世界美式足球聯盟（World Football League）賽事、葛培理牧師的佈道大會，也曾做過知名搖滾樂團滾石、平克·佛洛伊德以及流行音樂天后瑪丹娜等人的演唱會場地。當地居民口耳相傳著一個從未證實的流言：某次在天使球場舉辦的搖滾演唱會後，因為台下聽眾攜帶進場的大麻種子掉在外野草皮，導致整座天使球場的外野都長滿了大麻，讓天使球場的工作人員費了很大的功夫才將這些大麻連根拔起、掃除殆盡。
七零年代末期，美式足球洛杉磯公羊隊的老闆卡羅·羅森布魯（Carroll Rosenbloom）和天使球場達成合作協議，公羊隊改以天使球場作為主場，而天使球場則必須將可容納的觀眾人數擴增。為了達成增加23000個座位的目標，天使球場關閉大修。原本並未遍佈整個內野的中層與上層看台，整修後涵蓋了整個內野區，而右外野則是增加了上層的露天看台，下方還增加了只有在美式足球賽事進行時才會開放的臨時座位區，此外左外野區也增加了露天看台的容量。這樣子大興土木整修的結果是原本可以從球場內眺望當地山脈和州際57號公路的景觀都不見了。此外，原本位於左外野方向，高23層樓、重240噸，外觀就是個大大的A字型的外野計分板則被移到1300呎外的停車場(到今天還存在，在右外野方向、緊鄰著橘郡高速公路)。用來取代這個舊計分板的是一個可以播放即時影像的黑白計分板，位置就在新蓋好的左外野上層看台。不過這個設計很快就被認為不太恰當，特別是日場比賽時常常讓人看不清楚。1988的時候球場換上了索尼（Sony）牌的超大型彩色電子看板，而計分板則是單色的矩陣式發光二極體(LED)看板，位置在右外野的上層看台以及內野觀眾席的上層。
整個球場的擴建工作趕在1980年的美式足球球季開打之前完成。公羊隊在安那罕待了十四年，直到1994年搬到聖路易為止。
1994年1月17日，洛杉磯地區發生了芮氏規模6.7的大地震，震央在聖佛南多山谷(San Fernando Valley)的北嶺(Northridge)地區，這次地震造成天使球場彩色顯示螢幕倒塌，並且砸毀了左外野上層看台。所幸這次地震發生的時候是凌晨時分，而且因為隔天是假日(馬丁·路德·金恩日)，球場空無一人，無人因顯示螢幕倒塌而受傷。而這個螢幕也在隨後就安裝回原本的位置。
1996年時，安那罕市政府和當時天使隊實際的經營者華特迪士尼公司（The Walt Disney Company）達成新的合作協議，協議中載明天使隊在2031年之前都將留在安那罕，而在2016年後有權選擇是否離開這座球場。在這份協議中，天使球場必須進行大規模的翻新整修工作，並且將球場恢復成原本棒球專用的場地。中左外野的看台全部拆除，取而代之的是新的牛棚以及一座大型噴泉。原本迪士尼還打算把大A計分板從右外野再度搬回它原本在左外野的位置，但隨後因為成本問題打消了這個念頭。
到了1997年球季開打時，更名為愛迪生球場的天使球場還有很多區域都尚未施工完成，但是球迷們仍然很高興地對著外野區重新出現的聖塔安那山（Santa Ana Mountain）、布利亞丘陵（Brea Hill）以及57號公路歡呼。
翻新後的球場在尺寸上變得有點不對稱，中右外野原本用來作為美式足球比賽時的臨時座位被拆除後，換上了一塊高19呎的圍牆，可以用來播報其他比賽的實況。球場四周建了廣場，而廣場中有天使隊創辦人金·奧崔（Gene Autry）以及蜜雪兒·卡魯(Michell Carew)的雕像，後者是天使明星球員羅德·卡魯（Rod Carew）的女兒，17歲那年不幸因血癌過世。

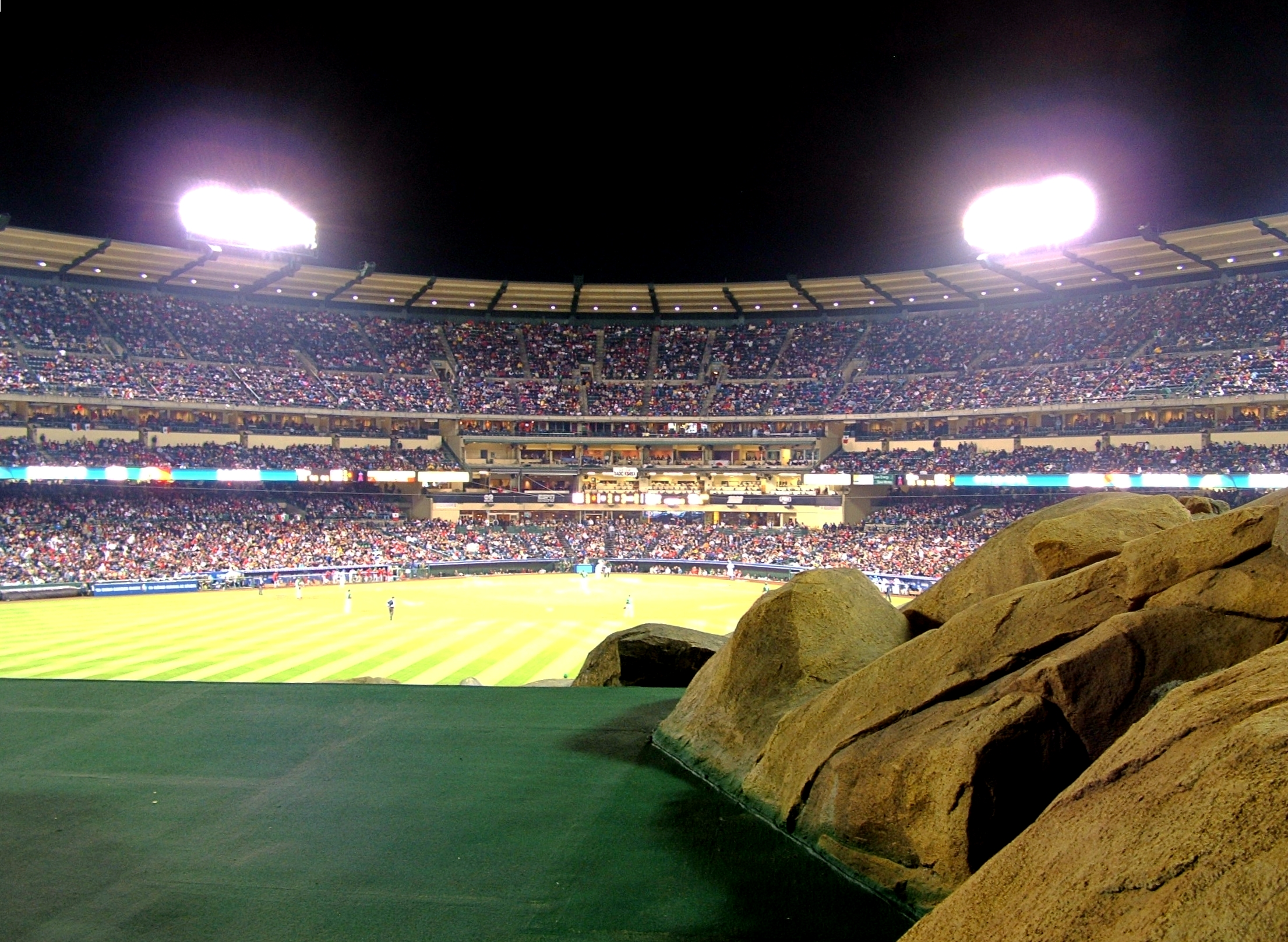
世界棒球經典賽期間的天使球場

拿掉了20000個座位後，天使球場外野取而代之的是一些露天座位、大型的戶外螢幕、右外野圍牆的其他比賽實況、一座噴泉，後面有人造的假山、假石，以及一些真的樹，還有全新的牛棚。原本五顏六色的座位也全部漆成綠色，而球場外也做了更新，外牆的混凝土用非常具有南加州風情的植物和砂岩裝飾。此外，球場正門外的一些建築物也拆除，希望讓進場的球迷有更開闊的視覺感受。
翻新後的球場正門入口前方多了兩頂巨型的天使球帽，還有一個跟真實大小一樣的內野與投手丘。很多家庭在進場看球前都會在那邊玩起傳接球的遊戲。
1997年時，安那罕市政府和控股公司艾迪生國際（Edison International）簽署20年的合作協議，艾迪生公司獲得球場的命名權，交換贊助球場的維護費用。此時球場的暱稱也一度改成「大艾德」（Big-Ed）。不過2003年12月29日時艾迪生公司行使提前終止合約的權利，而天使球團則宣佈球場的名字改成天使球場，全名則是安那罕天使球場。而當地人還是喜歡稱這座球場為天使球場，暱稱也變回「大A」（The Big-A）。
天使球場曾經是1967年大聯盟全明星賽的舉辦場地，而這也是首度在電視黃金時間舉行的明星賽，隨後在1989年又獲得一次的主辦權。此外，天使球場也曾上演過三次的美國聯盟分區系列賽（2002年，2004年，2005）、五次美國聯盟冠軍系列賽（1979年，1982年，1986年，2002年，2005年），以及最值得一提的2002年世界大賽。該次比賽中天使在驚滔駭浪中驚險打敗舊金山巨人，也終於替已過世的創辦人，「歌唱牛仔」（Singing Cowboy）金·奧崔拿下遲來的世界冠軍獎盃。不過當時因為奧崔已經過世，所以是由他的遺孀兼事業夥伴潔姬·奧崔(同時也是美國聯盟的榮譽總裁)代表接下這個獎盃。
在天使球場曾經創下的球員個人紀錄有：米奇·曼托的最後一支勝利打點全壘打、諾蘭·萊恩賞給波士頓紅襪九次三振、瑞吉·傑克森的第五百號全壘打，以及羅·卡魯的生涯第三千支安打。

## 外部連結
- 官方网站
- Angel Stadium at ballparksofbaseball.com （页面存档备份，存于）
- Ballpark Digest Visit to Angel Stadium （页面存档备份，存于）
- Angel Stadium's Major Renovations
- MLB's Ballpark History
- Angel Stadium Seating Chart （页面存档备份，存于）

| 先前 道奇體育場 1962年–1965年 | 洛杉磯安那罕天使主場 1966年至今 | 其後 未變 |

33°48′0.11″N 117°52′58.85″W / 33.8000306°N 117.8830139°W